# Absolute Hits 2011
Absolute Hits 2011 er et dansk opsamlingsalbum udgivet 7. november 2011 af EMI. Albummet er en dobbelt-cd bestående dels af nogle af de største hits fra sidste halvdel af år 2011, og dels nogle af de seneste 30 års største dansehits.

## Trackliste

### CD1 NYE HITS
1. Rasmus Seebach / "I Mine Øjne"
2. Katy Perry / "Last Friday Night (T.G.I.F.)"
3. Ankerstjerne / "Nattog"
4. Medina / "For Altid"
5. Christopher / "Against The Odds"
6. Nik & Ras / "Fugt I Fundamentet" (feat. Pharfar & Burhan G)
7. Bruno Mars / "The Lazy Song"
8. Malk de Koijn / "Toback To The Fromtime"
9. Adele / "Set Fire To The Rain"
10. Rune RK & Stanley Most / "Kom Kom"
11. Flo Rida / "Good Feeling"
12. Delilah / "Go" (Delilah V Balistiq)
13. L.O.C. feat. U$O / "Momentet"
14. Freja Loeb / "Never Stop Coming Back"
15. Kidd / "Ik Lavet Penge"
16. David Guetta feat. Flo Rida & Nicki Minaj / "Where Them Girls At"
17. Thomas Holm / "Knep Smerten Væk"
18. Eric Amarillo / "Fy Fan" (Radio Edit)
19. Lady Antebellum / "Just A Kiss"
20. Naja Rosa / "Take You There"

### CD2 Klassiske party hits
1. Cut 'N' Move / "Give It Up"
2. Kleerup feat. Robyn / "With Every Heartbeat"
3. L.O.C. / "XXXcouture"
4. New Order / "Blue Monday"
5. Gnarls Barkley / "Crazy"
6. TV-2 / "De Første Kærester På Månen"
7. Erasure / "A Little Respect"
8. Blondie / "Heart Of Glass" (7" Version)
9. David Guetta feat. Kelly Rowland / "When Love Takes Over"
10. The Communards / "Never Can Say Goodbye"
11. Kelis / "Milkshake"
12. Everything But The Girl / "Missing" (The Todd Terry Radio Edit)
13. Chic / "Le Freak"
14. Nik & Jay / "Lækker"
15. Billy Idol / "Craddle Of Love"
16. Hot Chocolate / "You Sexy Thing" (Ben Liebrand Sexy Edit)
17. Mark Morrison / "Return Of The Mack" (C&J Edit)
18. Laid Back / "Sunshine Reggae" (Funkstar Deluxe Radio Mix)
19. Röyksopp / "The Girl And The Robot"
20. Sister Sledge / "We Are Family"